# Anastasija Skriabina
Anastasija Ihoriwna Skriabina (ukr. Анастасія Ігорівна Скрябіна; ur. 10 maja 1985 we Lwowie) – ukraińska narciarka alpejska. Brała udział w Zimowych Igrzyskach Olimpijskich 2010. Jej najlepszym rezultatem było 34. miejsce w supergigancie.
Jej bat, Mykoła Skriabin, także był narciarzem.